# Dan Rather Reports
Dan Rather Reports — американские еженедельные телевизионные новости на канале AXS TV, главным редактором и ведущим которых является Дэн Разер. Часовое шоу показывается по вторникам в 8 часов вечера по EST (повтор в 11 часов). Такая длительность новостей позволяет всесторонне рассматривать различные вопросы. После того, как репортаж показывается по телевизору, он становится доступным на DVD и в iTunes Store.
Раньше Дэн Разер вёл новости на телеканале CBS, но будучи втянутым в спор репортаже про Вьетнам и президента Буша, ушёл оттуда. 14 ноября 2006 Дэн в возрасте 75 лет появился на канале AXS TV в новостях, названных его именем. Как хозяин, корреспондент и ведущий он получил полный контроль над новой программой. Планировалось сосредоточить работу новостей на репортажах с мест событий, журналистских расследованиях и политике.
Ещё в самом начале популярная американская газета «Нью-Йорк таймс» прокомментировала, что его репортажи "кажется, одобряют демократы, которые любят Америку".
В 2008 году Dan Rather Reports были награждены новостной и документальной наградой Эмми (News & Documentary Emmy Awards). Шоу также номинировалось на получение премии Эмми в 2007 и 2009 годах.